# Julia Soaemias

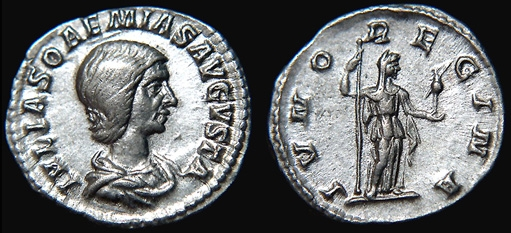
Julia Soaemias.

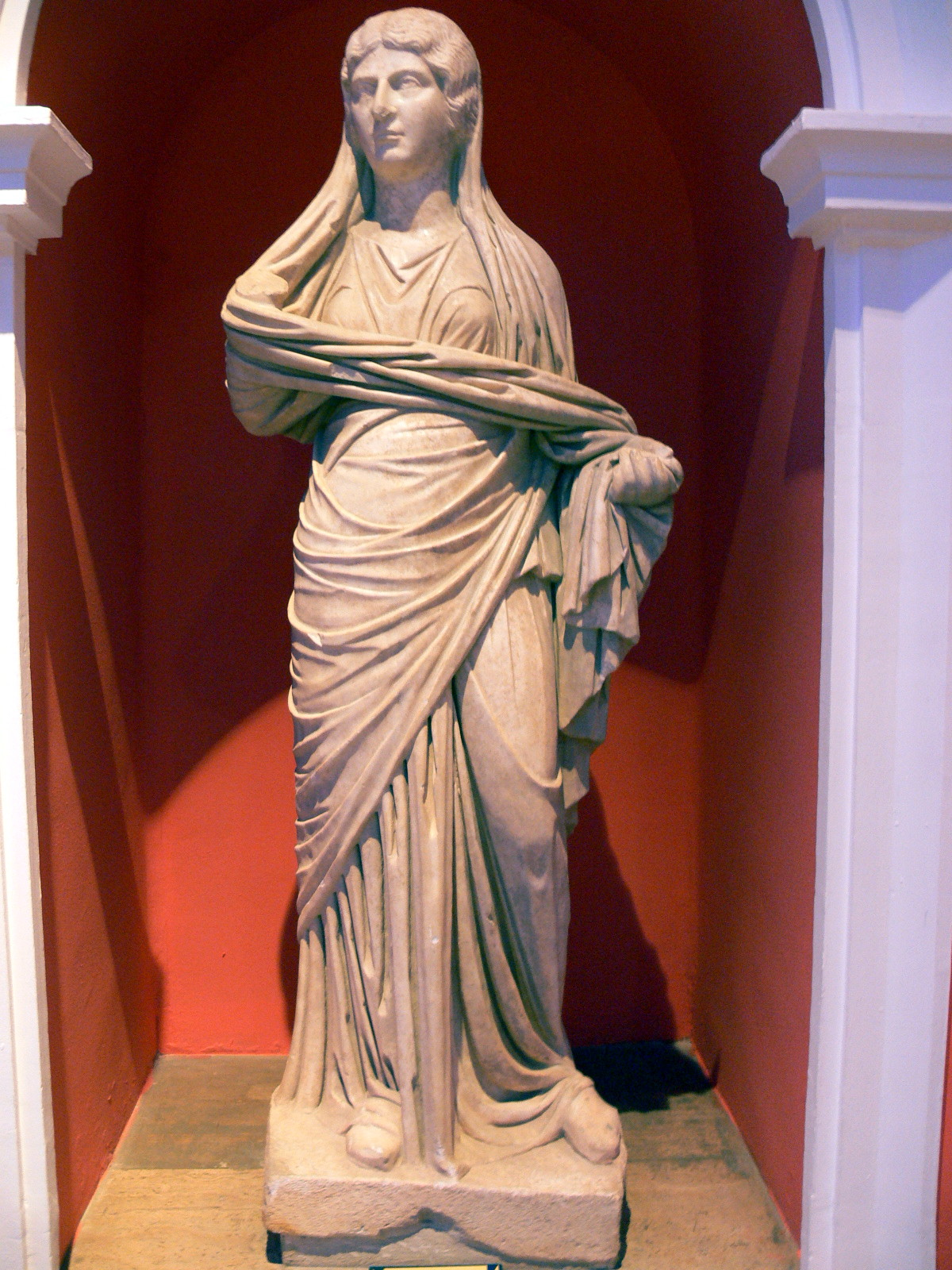
Julia Soaemias

Julia Soaemias Bassiana (även skriven Sohaemias, grekiska Ἰουλία Σοαιμιάς), född 180, död 11 mars 222 i Rom, var mor till den romerske kejsaren Elagabalus. Hon var de facto romarrikets regent tillsammans med sin mor Julia Maesa under sin omyndiga sons regeringstid mellan 218 och 222.

## Biografi

### Tidigt liv
Julia Soaemias var äldsta dotter till Julius Avitus Alexianus och Julia Maesa och syster till Julia Mamaea.  Hon var systerdotter till Julia Domna och därmed kusin till kejsarna Geta och Caracalla.  Hennes morfar Julius Bassianus var överstepräst för den lokala solguden Elagabal i den syriska staden Emesa (Homs), där ämbetet gick i arv inom moderns familj, som möjligen härstammade från den sista kända arabiska kungen av Emesa, Gaius Julius Sohaemus, som styrde staden innan den inlemmades i romarriket.  Hennes moster Julia Domnas make Septimius Severus blev romersk kejsare år 193, och hennes far blev senator i Rom.  Familjen levde troligen efter detta år och framåt i Rom. 
Soaemias gifte sig med syriern Sextus Varius Marcellus (d. 215). Hennes make utnämndes till senator och beskrivs som en lojal anhängare till Caracalla, som gjorde honom till guvernör av provinsen Numidia i Nordafrika.  Paret fick två barn: Elagabalus, och en inte närmare känd dotter.

### Macrinus regering
Den 8 april 217 mördades hennes kusin kejsar Caracalla, och armén upphöjde den pretorianska prefekten Macrinus till kejsare. Macrinus var misstänksam mot släktingarna till den förra kejsaren och förvisade Julia Maesa och hennes två döttrar Soaemias och Mamaea till Syrien. I Emesa övertog Julia Soaemias' son Elagabalus vid tretton års ålder ämbetet som solens överstepräst efter sin morfar.  
Soaemias' mor Maesa accepterade inte att hennes släkt blivit avsatt som kejsardynasti utan hävdade Elagabalus rätt till kejsartronen genom sin släktskap till Septimius Severus och den severanska dynastin, trots att det inte var genom blodsband. Macrinus gjorde sig impopulär bland armén på grund av hans åtstramningsåtgärder mot den, medan Caracalla varit populär bland soldaterna. Maesas anhängare spred ut ryktet att Elagabalus var Caracallas biologiske son, och lyckades därmed fånga upp den militära oppositionen mot Macrinus till förmån för Elagabalus. En nyckelperson var Soaemias' fosterbror och älskare Gannys, som ska ha fört Elagabalus till legionen Legio III Gallica utanför Emesa, vilket utlöste dess uppror mot Macrinus. Källor varierar om huruvida Gannys gjorde detta på eget initiativ, eller på Maesas order.  
Den 16 maj 218 utropade soldaterna Elagabalus till kejsare. Den 8 juni 218 segrade Elagabalus armé i slaget vid Antiocheia under befäl av Gannys. Maesa och Soaemias var närvarande vid slagfältet och spelade en avgörande roll då de med framgång lyckades få sin armé att inte överge slagfältet när Macrinus vid en kritisk tidpunkt tycktes ha övertaget.  Striden slutade med kejsar Macrinus död. Enligt Cassius Dios var den ursprungliga planen att Gannys skulle gifta sig med Soaemias och sedan utropa sig till själv kejsare.  Under resan från Syrien till Rom lät dock Elagabalus mörda Gannys.

### Regeringstid
Julia Soaemias' son installerades formellt som kejsare med namnet Marcus Aurelius Antoninus Augustus, medan hans mor Soaemias fick titeln Iulia Soaemias Augusta. Även hans mormor mottog titeln Augusta (kejsarinna).  Elagabalus hade ett behov av att säkra sin ställning med hjälp av offentlig representation, och använde religion för detta syfte.  Soaemias stödde hans installation av sig själv som gud under namnet Deus Sol Invictus och gudarnas härskare, och en målning av Elagabalus i prästskrud hängdes på Maesas order över statyn av gudinnan Victoria i den romerska senaten i Rom, där senatorerna svor sin trohetsed, vilket i praktiken gjorde att senatorerna tvingades frambära offergåvor åt kejsaren varje gång de framlade sina offergåvor till gudinnan.  Soaemias och Elagabalus förklarade också att han i egenskap av gud hade gift sig med gudinnorna Astarte, Minerva eller Urania. 
Sommaren 219 anlände Elagabalus slutligen till Rom med sin mor, mormor, moster och kusin Alexander Severus, och mottogs som kejsare.  Eftersom Elagabalus var fjorton år gammal och myndighetsåldern för en romare var arton, blev det i praktiken hans mor och mormor som skötte statens affärer, medan Elagabalus främst engagerade sig i religion, representation och privata nöjen.  Soaemias och Maesa var i praktiken Roms regenter i kejsarens ställe, och administrerade Rom och statens affärer i hans namn.  Som sådana omnämns de och deras inflytande ofta i samtida källor.  Soaemias mottog titlarna 'Augusta, mater Augusti' ('Kejsarens mor kejsarinnan') och 'Mater castorum et senatus et totius domus divinae' ('Lägrets, senatens och det gudomliga husets moder').  Hon deltog i senatens sammanträden, och ska utöver detta även ha hållit en 'kvinnosenat' för att avgöra frågor om rang och protokoll.

### Död
Kejsar Elagabalus blev dock oerhört impopulär på grund av sitt sexuella och religiösa liv, och förlorade sitt stöd hos både pretoriangardet och armén. Hans mormor Julia Maesa bedömde att det fanns en fara för att Elagabalus skulle bli avsatt, och drog därför tillbaka sitt stöd till honom och hans mor (som stött hans religiösa politik), för att istället stödja sin yngre dotter Mamaea och hennes son Alexander Severus. Maesa övertalade år 221 Elagabalus att adoptera och utnämna sin Alexander Severus till efterträdare, ge honom titeln caesar och dela konsulskapet med honom.  Detta ledde till konflikt mellan de två systrarna och deras söner.  
Elagabalus kom att frukta att Alexander Severus skulle bli mer populär hos armén än han själv var, och berövade honom därför hans titlar. Detta ledde till ett upplopp, och pretoriangardet krävde att få se både Elagabalus och Alexander Severus hos sig.  Den 11 mars 222 mördades Elagabalus och hans mor av soldaterna i pretoriangardets garnison. Soaemias hade följt efter honom till garnisonen för att skydda sin son, men mördades tillsammans med honom. De blev båda halshuggna, varefter deras lik kläddes av och drogs offentligt genom Rom. Enligt Herodian slängdes hennes kropp i Tibern framför den plats där avloppsrännorna från staden flödade in i floden. Detta är det enda exemplet på en liknande skändning av en kvinnlig medlem av kejsarfamiljen i Roms historia.

## Eftermäle
Efter hennes död utsattes hon för ett damnatio memoriae och hennes namn utplånades från offentliga inskriptioner. 